# Apel (Kurzfilm)
Apel (dt. Appell) ist ein polnischer animierter Kurzfilm von Ryszard Czekała aus dem Jahr 1971.

## Handlung
Ein Zug kommt an, man hört zahlreiche Personen laufen. Die Masse kommt zum Stillstand und man erkennt, dass es sich um polnische KZ-Häftlinge handelt. Die Masse steht vor einem SS-Mann, der ihnen die Befehle „Auf“ und „Nieder“ gibt. Zunächst befolgt die Masse diese Befehle. Plötzlich jedoch bleibt ein Mann stehen, als der Rest niederkniet. Als sich der Mann dem Befehl „nieder“ mehrfach verweigert, erschießt ihn der SS-Mann. Daraufhin stehen alle Gefangenen geschlossen auf. Der SS-Mann gibt den Feuerbefehl und alle Gefangenen werden erschossen. Am Ende bleibt ein Mann stehen und der SS-Mann geht zu ihm. Der Gefangene beginnt, sich im Wechsel aufzustellen und niederzufallen. Man hört schließlich, dass der SS-Mann ihn dennoch erschießt.

## Produktion
Apel wurde in Cut-out-Animation umgesetzt. Die Kritik lobte den Film als „einen der außergewöhnlichsten Filme, die je in Polen gedreht wurden“. „Auf simple aber zugleich kraftvolle Art zeigt Czekala den furchtbaren Alltag in Konzentrationslagern“, schrieben andere Kritiker.

## Auszeichnungen
Apel gewann 1971 den Grand Prix (später Cristal d’Annecy) des Festival d’Animation Annecy. Er wurde im Juni 1971 zudem auf dem Krakowski Festiwal Filmowy mit dem Bronzenen Lajkonik für den Besten Animationsfilm ausgezeichnet.